# Euphthiracarus parabrasiliensis
Euphthiracarus parabrasiliensis är en kvalsterart som beskrevs av Wojciech Niedbała 2004. Euphthiracarus parabrasiliensis ingår i släktet Euphthiracarus och familjen Euphthiracaridae. Inga underarter finns listade i Catalogue of Life.